# Чухлома
Чухлома (рус. Чухлома) град је у Русији у Костромској области.

## Становништво
| 1939. | 1959. | 1970. | 1979. | 1989. | 2002. | 2010. |
| ----- | ----- | ----- | ----- | ----- | ----- | ----- |
| 3.600 | 4.346 | 4.587 | 4.934 | 5.597 | 5.464 | 5.411 |